# Famille Lawson
La famille Lawson est une famille royale d'Aného (anciennement Little-Popo ou Petit-Popo), au Togo.
Actrice du commerce triangulaire sur la côte atlantique de l'Afrique de l'Ouest, elle s'est notamment remarquée pour avoir consigné chronologiquement ses activités et correspondances commerciales, politiques, diplomatiques et familiales en anglais dans un grand registre tenu durant des années. Ce livre fut, par la suite, édité et publié en Angleterre puis aux États-Unis, sous le titre An African family archive, the Lawsons of Little Popo/Aneho (Togo) 1841-1938 (en français : Le Grand livre des Lawson, Les archives d'une famille africaine d'Aného (Togo)).
Outre les huit souverains qu'elle a donné à la ville d'Aného, la famille Lawson a produit des personnalités du monde des arts, de la culture, de la haute administration, du secteur privé, des professions libérales et du sport, principalement au Togo et en France. 

## Origines
D'après une tradition datant du milieu du XVIIIe siècle, un capitaine anglais aurait demandé au roi de Glidji de lui confier l'un de ses parents pour en faire un interprète entre son royaume et les trafiquants d'esclaves britanniques. Le souverain accepta et lui envoya son fils (ou son petit-fils ?), Laté Awoukou. Ce dernier aurait ensuite séjourné longtemps en Europe et ne serait rentré dans son pays qu'en 1767. Devenu l'interlocuteur principal des Européens à Petit-Popo grâce à sa maîtrise de l'anglais, du portugais et du danois, il se serait ensuite enrichi considérablement et serait ainsi devenu la personnalité la plus puissante de sa cité.
Par la suite, Laté Awoukou aurait envoyé l'un de ses fils, Akouété Zankli, en Angleterre pour qu'il y apprenne à lire, à écrire et à compter. Revenu à Petit-Popo au début du XIXe siècle, ce dernier en serait revenu totalement anglicisé. Arborant désormais le nom de George Lawson, il est connu comme l'ancêtre fondateur de la famille Lawson, qui le reconnaît sous le nom de George Akouété Lawson Ier. C'est à ce dernier, ou à son fils aîné homonyme, que l'on doit l'idée de consigner l'histoire et les archives de la famille dans le Grand Livre des Lawson.

## Liste des rois d'Aného
Ce n'est vraiment qu'à partir de Lawson III que la famille revendique le titre de roi d'Aného. Depuis 1960, la ville d'Aného a officiellement deux rois : l'un issu du clan Lawson (trône Lolan), l'autre du clan Adjigo. La liste qui concerne uniquement les chefs Lawson, rois Gē, du clan Akagban.
Les noms en gras concernent les souverains, ceux en italique les régents ; les dates indiquées sont celles des règnes.
- Lattay Awoku (?-1795).
- Akwetey George Zankli Lawson Ier (1821-1857), fils du précédent.
- Lattay Atchromitan Lawson (1857-1868), fils du précédent.
- Alexander Boevi Zankli Lawson II (1869-1881), fils de Lawson Ier.
- Edmund Lawson (1881-1882), fils de Lawson Ier[4]
- William Thomas Tevi George (WTG) Agamazon Lawson (1883-1883), petit-fils de Lawson Ier. Son père est Thomas George Lawson (en) (fils de Lawson Ier, naturalisé sujet britannique en 1860, qui fut historien et administrateur britannique en Sierra Leone)[5],[6]
- Daniel George Cummings Tagodoe Lattay Betum Zankli Lawson III (1883-1906), petit-fils de Lawson Ier. Son père est Lattayvi Betum Lawson (l'un des 5 fils de Lawson Ier)[7]
- Jackson Lattey Kpavuvu Lawson (1906-1909), petit-fils de Lattay Avla Lawson (l'un des 21 enfants de Togbe Awoku)[8]
- Jackson Lattey Kpavuvu Zankli Lawson IV (1909-1918), petit-neveu de Lawson Ier.
- Hetchelly Lawson (1918-1921)
- Frederick Body Zankli Lawson V (1921-1950)
- Glynn Babington Boevi Gaïzer Lawson (1950-1953)
- Glynn Babington Boevi Gaizer Zankli Lawson VI (1953-1955)
- Raphaël Abalovi Savado Lawson (1955-1960)
- Rudolph George Tevi Banku Zankli Lawson VII (1960-1991)
- Michel Laté Zodanou Hetchelly Lawson (1991-2002)
- Claude Laté Savado Zankli Lawson VIII (2002-2021)
- Latévi Adondjegoun Body Lawson (2021-)

### Interview
- « Tradition du Togo : Ahuawoto Savado Lawson Zankli VIII, roi d’Aného », sur anehotogo.monespace.net, 9 mai 2016 (consulté le 30 juillet 2019).